# Good Story Media
Good Story Media (Гуд Сто́ри Ме́диа) — российская кинокомпания, производящая телесериалы, а также полнометражные и художественные фильмы.
Основана в 2008 году российскими продюсерами Артёмом Логиновым, Антоном Щукиным и Антоном Зайцевым.
В настоящее время в портфеле компании такие рейтинговые проекты, как: «Воронины», «Реальные пацаны», «Восьмидесятые», «Молодожёны», «Физрук», «Сладкая жизнь», «Ольга», «Звоните ДиКаприо». Они выходили в прайм-тайм на телеканалах ТНТ и СТС.
Также компания сотрудничала с мировыми лидерами на рынке телепродукции: Sony Pictures Television, 20th Century Fox и другими.
В 2013 году была образована компания «А+ продакшн», которая под брендом Good Story Media занималась производством развлекательного контента для российского телевизионного рынка. 25 апреля 2016 года её наименование было изменено на ООО «Гуд Стори Медиа».
В мае 2014 года компания Good Story Media была приобретена телеканалом ТНТ («Газпром-медиа»).

## История компании
Компания была основана 21 ноября 2008 года продюсерами Артёмом Логиновым, Антоном Щукином и Антоном Зайцевым. 
Первым крупным проектом стал комедийный сериал «Воронины», рассказывающий об отношениях внутри семьи. Премьера состоялась в ноябре 2009 года на телеканале СТС, а уже в 2010-м ситком стал обладателем национальной телевизионной премии «ТЭФИ» в номинации «Ситком».
Премьера комедийного сериала «Реальные пацаны» состоялась в ноябре 2010 года, первая серия стала самой популярной программой за 2010—2011 годы на ТНТ, а первый сезон вошёл в пятёрку самых популярных молодёжных сериалов на российском телевидении. Ситком официально признан культурным достоянием Пермского края.
Сериал «Восьмидесятые», повествующий о жизни советской молодёжи, появился в эфире СТС в 2012 году и сразу же получил высокие рейтинги. В 2014 году стал обладателем Российской народной кинопремии «Жорж-2014» в номинации «Лучший комедийный сериал».
В апреле 2014 года на телеканале ТНТ стартовал комедийный сериал «Физрук», его сюжетная линия строится вокруг главного героя с криминальным прошлым в исполнении Дмитрия Нагиева, который по стечению обстоятельств становится учителем в школе. Премьерный эфир на ТНТ прошел с рекордно-высокой долей — 25,7 %, которая после выхода первой серии второго сезона увеличилась до 27,7 %. Сериал стал обладателем Премии Ассоциации продюсеров кино и телевидения за 2014 год в категории «Лучший комедийный сериал» и «Лучший телевизионный сценарий», а также Российской народной кинопремии «Жорж-2015» — в номинации «Лучший комедийный сериал», «Лучший актёр» (Дмитрий Нагиев за роль Фомы), «Лучший российский злодей» (Екатерина Мельник за роль Белки). В 2015 году «Физрук» обошёл своих конкурентов — «Кухню» (СТС) и «Последнего из Магикян» (СТС), и получил «ТЭФИ» в категории «Ситком».
Ещё одним проектом компании стал драматический сериал «Сладкая жизнь», премьера которого состоялась весной 2014 года на ТНТ. В центре истории — шестеро успешных тридцатилетних москвичей, чья жизнь меняется с появлением главной героини — матери-одиночки из Перми, зарабатывающей на жизнь танцами в ночном клубе. Доля премьерного показа первого сезона «Сладкой жизни» среди телезрителей от 18 до 30 лет составила 22,2 %, от 14 до 40 лет — 15,9 %.
В апреле 2015 года на экраны вышел комедийный сериал «ЧОП», рассказывающий о тяжелых буднях не отягощенных интеллектом сотрудников частного охранного предприятия.
5 сентября 2016 года на телеканале ТНТ стартовал комедийный сериал «Ольга», о жизни «простой русской женщины», мамы-одиночки Ольги Терентьевой из московского района Чертаново. По данным исследовательской компании «TNS Россия», в целевой аудитории ТНТ «Все 14-44» сериал «Ольга» стал самым популярным среди всех телесериалов сентября 2016 года. Его зрительская доля была в 2 раза выше среднесуточной доли ТНТ.
21 ноября 2018 года компания Good Story Media отмечает 10-летие.

## Награды
- 2010 год — премия «ТЭФИ» в номинации «Ситком» за телесериал «Воронины».
- 2011 год — премия «Золотой Носорог» в номинации «Лучшая мужская роль второго плана» (Станислав Дужников за роль Лёни в телесериале «Воронины»).
- 2011 год — премия «ТЭФИ» в номинации «Исполнитель мужской роли в телевизионном фильме/сериале» (Борис Клюев за роль Николая Петровича Воронина в телесериале «Воронины»).
- 2015 — Профессиональный приз Ассоциации продюсеров кино и телевидения в области телевизионного кино в номинации «Лучший комедийный телевизионный сериал» за телесериал «Физрук».
- 2015 — Профессиональный приз Ассоциации продюсеров кино и телевидения в области телевизионного кино в номинации «Лучшая сценарная работа» (Константин Майер, Александр Вялых, Ксения Воронина, Михаил Чистов, Алексей Ляпичев, Артур Мигранов, Алексей Иванов, Александр Белов за телесериал «Физрук»).
- 2015 — Народная кинопремия «Жорж» в номинации «Российский сериал года (комедия)» за телесериал «Физрук».
- 2015 — Народная кинопремия «Жорж» в номинации «Российский актёр года» (Дмитрий Нагиев за роль Фомы в телесериале «Физрук»).
- 2015 — Народная кинопремия «Жорж» в номинации «Российский злодей года» (Екатерина Мельник за роль Белки в телесериале «Физрук»).
- 2017 — Профессиональный приз Ассоциации продюсеров кино и телевидения в области телевизионного кино в номинации «Лучший комедийный сериал» за телесериал «Ольга».
- 2017 — Профессиональный приз Ассоциации продюсеров кино и телевидения в области телевизионного кино в номинации «Лучшая сценарная работа» за телесериал «Ольга» (Артём Логинов, Павел Орешин, Артём Лемперт, Илья Петрухин, Станислав Староверов, Дмитрий Данилов, Ильшат Латыпов, Олег Гольдфайн, Артур Рамазанов, Татьяна Шохова, Максим Колесников).
- 2017 год — премия «ТЭФИ» в номинации «Телевизионная многосерийная комедия/Ситком» за телесериал «Ольга».

## Статистика
Средняя доля премьерных серий пятого сезона «Реальных пацанов», вышедших в эфир ТНТ с 30 сентября по 24 октября 2013 года, составила, по данным «TNS Россия», 21,8 % в целевой аудитории ТНТ («все россияне 14—44 лет»). А средняя доля «Физрука», впервые показанного 7—29 апреля 2014 года, составила 26 %, тогда как среднесуточная доля всего канала в эти дни — только 13,1 %. Доля премьерного показа «Сладкой жизни» на ТНТ среди телезрителей от 18 до 30 лет составила 22,2 %, от 14 до 40 лет — 15,9 %.
Средняя доля 14 сезона «Ворониных», стартовавшего в ноябре 2013 года и закончившегося в конце февраля 2014 года, равнялась, по данным «TNS Россия», 11,9 % в целевой аудитории СТС («все россияне 10—45 лет») при среднесуточной доле канала 10,3 %.

## Проекты

### Сериалы
| Название                                  | Дата выпуска                       | Канал                             | Жанр                                                                             |
| ----------------------------------------- | ---------------------------------- | --------------------------------- | -------------------------------------------------------------------------------- |
| «Воронины» (сезоны 1—14)                  | 16 ноября 2009—3 сентября 2014     | СТС                               | ситуационная комедия, семейный, адаптация (сезоны 1—10), оригинал (сезоны 11—14) |
| «Как я встретил вашу маму»                | 4 октября 2010—1 июля 2011         | СТС                               | ситуационная комедия, адаптация                                                  |
| «Реальные пацаны»                         | 8 ноября 2010—2 ноября 2023        | ТНТ                               | псевдодокументальный ситком, пародия на реалити-шоу                              |
| «Большие надежды»                         | 4—22 апреля 2011                   | MTV Россия                        | драма                                                                            |
| «Молодожёны»                              | 21 ноября 2011—19 апреля 2012      | СТС                               | ситуационная комедия, семейный, адаптация                                        |
| «Восьмидесятые» (сезоны 1—4)              | 30 января 2012—9 октября 2014      | СТС                               | комедийный сериал с элементами драмы                                             |
| «Физрук»                                  | 7 апреля 2014—1 ноября 2017        | ТНТ                               | комедийный сериал с элементами драмы                                             |
| «Сладкая жизнь»                           | 2 июня 2014—1 июня 2016            | ТНТ                               | драма                                                                            |
| «ЧОП»                                     | 6 апреля 2015—5 июля 2016          | ТНТ                               | ситуационная комедия                                                             |
| «Кости»                                   | 11 января—28 февраля 2016          | СТС                               | детектив, адаптация                                                              |
| «Бедные люди»                             | 11 апреля—12 мая 2016              | ТНТ                               | ситуационная комедия                                                             |
| «Ольга»                                   | 5 сентября 2016—4 мая 2023         | ТНТ                               | ситуационная комедия                                                             |
| «Гражданский брак»                        | 9—26 января 2017                   | ТНТ                               | ситуационная комедия                                                             |
| «Адаптация»                               | 6 февраля 2017—2 апреля 2019       | ТНТ                               | комедия                                                                          |
| «Филфак»                                  | 10—27 апреля 2017                  | ТНТ                               | комедия                                                                          |
| «Улица»                                   | 2 октября 2017—28 декабря 2018     | ТНТ                               | ситуационная комедия                                                             |
| «Конная полиция»                          | 8—30 октября 2018                  | ТНТ                               | комедия                                                                          |
| «Звоните ДиКаприо!»                       | 20 октября—1 декабря 2018          | платформа ТНТ-Premier             | драма                                                                            |
| «Секта»                                   | 25 мая 2019                        | платформа ТНТ-Premier             | мистическая драма                                                                |
| «Бихэппи»                                 | 11 июля 2019 — настоящее время     | платформа ТНТ-Premier             | комедия                                                                          |
| «Патриот»                                 | 10 марта 2020—20 февраля 2025      | ТНТ                               | комедия                                                                          |
| «Мир! Дружба! Жвачка!»                    | 19 мая 2020—15 июня 2023           | видеосервис Premier               | драма                                                                            |
| «Территория»                              | 12 октября 2020—2 марта 2023       | ТНТ                               | мистическая драма                                                                |
| «Иванько»                                 | 2 ноября 2020 — настоящее время    | ТНТ                               | комедия                                                                          |
| «Контакт» (совместно с компанией «Среда») | 9 сентября 2021—5 октября 2023     | видеосервис Premier               | драма                                                                            |
| «Исправление и наказание»                 | 14 марта 2022—25 сентября 2024     | ТНТ                               | комедия                                                                          |
| «Люся»                                    | 14 июля—4 августа 2022             | видеосервис Premier               | комедия-драма                                                                    |
| «С нуля»                                  | 17 ноября—29 декабря 2022          | видеосервис Premier               | драма                                                                            |
| «Кафе Куба»                               | 13 марта—6 апреля 2023             | ТНТ                               | комедия                                                                          |
| «Вика-ураган»                             | 13—29 июня 2023                    | ТНТ                               | комедия-драма                                                                    |
| «Праздники»                               | 6 ноября 2023 — настоящее время    | ТНТ                               | комедия                                                                          |
| «Соседка»                                 | 20—30 ноября 2023                  | ТНТ                               | комедия                                                                          |
| «Как друзья Захара женили»                | 1 января—6 февраля 2024            | онлайн-кинотеатры Кинопоиск, Okko | комедия                                                                          |
| «Прелесть»                                | 18 января—15 февраля 2024          | видеосервис Premier               | драма                                                                            |
| «Бедные смеются, богатые плачут»          | 12 февраля 2024 — настоящее время  | ТНТ                               | мелодрама                                                                        |
| «Ткачёвы на связи»                        | 10 июня 2024 — настоящее время     | ТНТ                               | комедия                                                                          |
| «Пока не родила»                          | 19 августа 2024 — настоящее время  | ТНТ                               | комедия                                                                          |
| «Дино»                                    | 30 сентября 2024 — настоящее время | ТНТ                               | криминальная комедия                                                             |
| «Макрон»                                  | 11 ноября 2024 — настоящее время   | ТНТ                               | комедия                                                                          |
| «Купцы и дети»                            | 20 января 2025 — настоящее время   | ТНТ                               | комедия-драма                                                                    |

### Мини-сериалы
| Название          | Дата выпуска        | Канал | Жанр                 |
| ----------------- | ------------------- | ----- | -------------------- |
| «Чича из "Ольги"» | 28—29 сентября 2020 | ТНТ   | ситуационная комедия |
| «Батя»            | 5 сентября 2021     | ТНТ   | комедия              |

#### Пилотные серии
| Название     | Дата выпуска | Канал | Жанр                                 |
| ------------ | ------------ | ----- | ------------------------------------ |
| «ИП Лунегов» | 11 июля 2020 | ТНТ4  | комедия                              |
| «Улетевшие»  | 11 июля 2020 | ТНТ4  | комедийный сериал с элементами драмы |

### Телефильмы
| Название            | Дата выпуска    | Канал                   | Жанр    |
| ------------------- | --------------- | ----------------------- | ------- |
| «Год свиньи»        | 27 декабря 2018 | видеосервис ТНТ-Premier | комедия |
| «На край света»     | 14 февраля 2019 | видеосервис ТНТ-Premier | комедия |
| «Золотое кольцо»    | 7 марта 2020    | ТНТ                     | комедия |
| «Чего хочет Слава?» | 6 января 2021   | видеосервис Premier     |         |

### Программы
| Название               | Дата выпуска                 | Канал                   | Жанр           |
| ---------------------- | ---------------------------- | ----------------------- | -------------- |
| «Центральный микрофон» | 7 апреля—8 июня 2013         | СТС                     | стендап        |
| «FUNTастика»           | 19 сентября—24 октября 2016  | СТС                     | скетчком       |
| «Солдатки»             | 29 марта 2020—26 ноября 2021 | ТНТ (2020), ТНТ4 (2021) | реалити-сериал |

### Фильмы
| Название                       | Дата выхода в прокат | Прокатчик            | Сборы в России и СНГ | Дата премьеры на ТНТ | Рейтинг/ доля |
| ------------------------------ | -------------------- | -------------------- | -------------------- | -------------------- | ------------- |
| «Реальные пацаны против зомби» | 17 декабря 2020      | «Каропрокат»         | 115 млн руб.         | 30 января 2021       | 2.7/ 7.5      |
| «Батя»                         | 23 февраля 2021      | «Централ Партнершип» | 532 млн руб.         | 24 мая 2021          | 2.9/ 9.2      |
| «Будь моим Кириллом»           | 8 апреля 2021        | «Каропрокат»         | 15 млн руб.          | 2 ноября 2021        | 2.8/ 8.2      |
| «Яйцо Фаберже»                 | 10 февраля 2022      | «Централ Партнершип» | 15 млн руб.          | 9 марта 2022         | 2.7/ 7.2      |
| «Праздники»                    | 7 сентября 2023      | «Централ Партнершип» | 85 млн руб.          | —                    | —             |
| «Тополиный пух»                | 1 августа 2024       | «Централ Партнершип» | 62 млн руб.          | 3 декабря 2024       | 1.3/ 8.5      |
| «Батя 2. Дед»                  | 3 апреля 2025        | «Централ Партнершип» | 1 млрд руб.          | 12 июня 2025         | 0.3/ 3.0      |